# 第24回気候変動枠組条約締約国会議
第24回気候変動枠組条約締約国会議（だい24かいきこうへんどうわくぐみじょうやくていやくこくかいぎ、英語: 24th Conference of Parties to the United Nations Framework Convention on Climate Change）は、2018年12月2日から12月15日の日程でポーランドのカトヴィツェで開催された。通称COP24。COP21で採択されたパリ協定を運用する実施指針を採択した。

## 交渉の概要

### パリ協定の実施指針
2015年にパリで開かれたCOP21ですべての国を対象としたパリ協定が成立した。その後パリ協定の具体的なルール作りが急ピッチで進められ、COP24における交渉で詳細なルール（実施指針）が決められることになっていた。今後の気候変動対策が順調に進むことができるかどうかの分岐点ともなるため、交渉の進捗に注目が集まった。交渉は難航し日程の延長もされたが、最終的にはすべての国を対象とした、ほぼ統一的なルールを採択する結果となった。
実施指針の主な点
- 各国の国別目標（NDC）　：各国が策定する気候変動対策の目標にどのような項目を設けるか
- 透明性　：各国の排出削減の取組みの報告とそのチェック
- グローバル・ストックテイク　：5年ごとの世界全体での結果の検討について